# Jan Šindel
Jan Šindel (Hradec Králové, 1370 – c. 1443) fue profesor de la Universidad Carolina de Praga, la capital de la actual República Checa. Šindel enseñó matemáticas y astronomía y llegó a ser rector en 1410. 
Se cree que las tablas y mapas astronómicos de Šindel fueron usados por Tycho Brahe. Tuvo una especial relación en la construcción de dispositivos astronómicos. Basándose en sus sugerencias y cálculos el relojero checo Nicolás de Kadan construyó el Reloj Astronómico de Praga en 1410.
En su honor el asteroide 3847 recibe el nombre de Šindel.
- Datos: Q685774